# Irie Révoltés

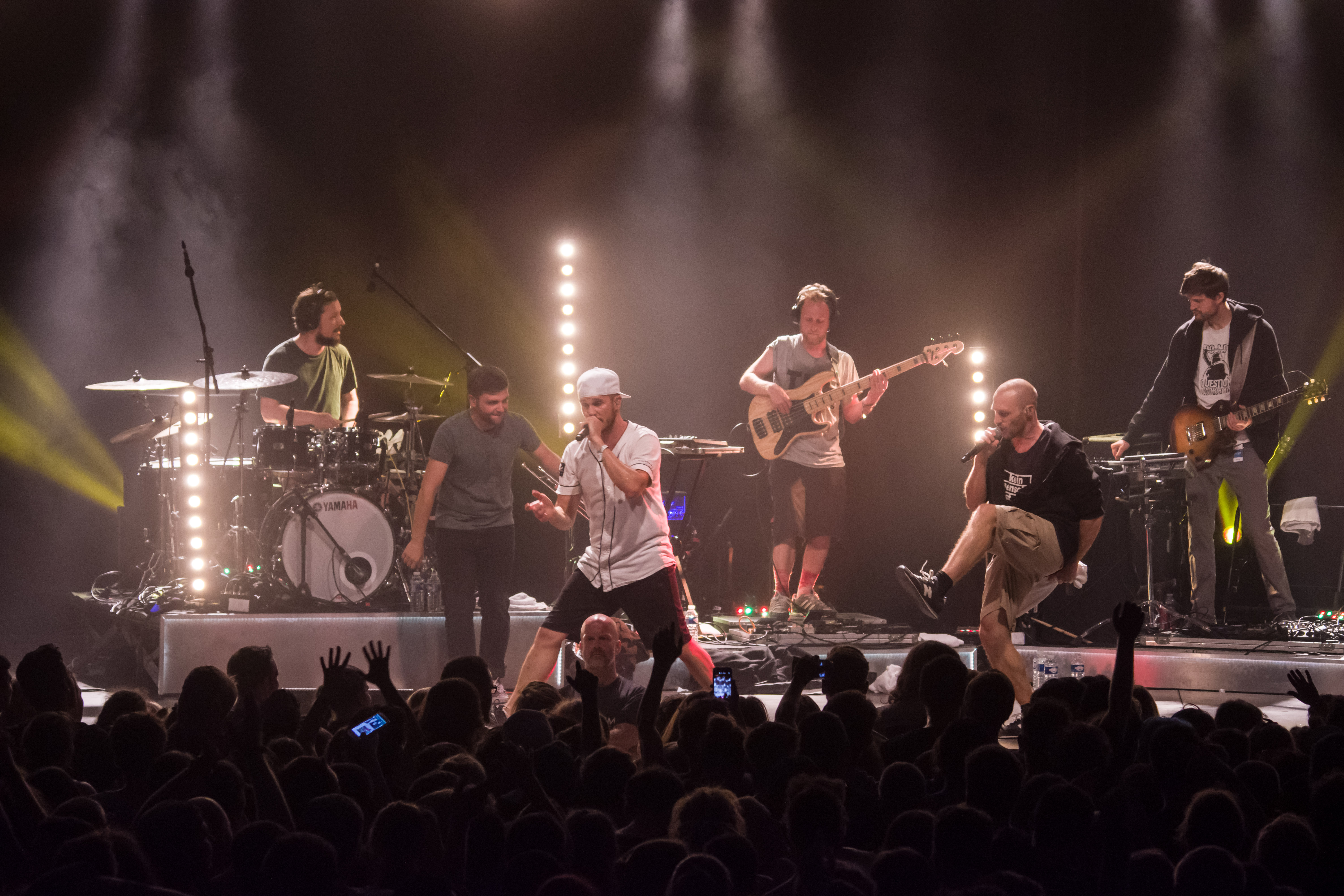
Irie Révoltés live i Freiburg, Tyskland 2017.

Irie Révoltés var en tysk musikgrupp från Heidelberg som bestod av nio musiker. De sjungande bröderna Mal Élevés och Calitos far har rötter i Jamaica och i Frankrike; många texter sjungs på franska. Medlemmen Silience brukar rappa. Ordet "Irie" kommer från det jamaicanska språket patwa och betyder positiv, glad eller fri. "Revoltes" betyder på franska rebell. Bandets tyska och franska sångtexter har ofta ett samhällskritiskt budskap. 
Irie Révoltés uppträdde för första gången år 2000 på en födelsedagsfest i Heidelberg. Bandet grundades av sångare Mal Élevé och trummisen Flex. Tillsammans hade de först ett punkband. Senare tillkom ConRiot på bas och idoT på gitarr. Sedan dess har bandet vuxit till vad det är idag. Bandmedlemmarna var i åldern 16 – 20 när bandet grundades. 
Bandet har gjort 6 album från 2003 till 2017 och har 13 singlar. Det första albumet hette Les deux côtés och deras senaste Irie Révoltés, första singeln hette "On assasine en afrique" och deras senaste heter "Jetzt ist Schluss'". Irie Révoltés har spelat på över 400 konserter i 13 olika länder. I musiken blandas influenser från reggae, dancehall, ska, punk och hiphop.

Bandet splittrades 2017.

## Diskografi
Studioalbum
- 2003: Les deux côtés
- 2006: Voyage
- 2010: Mouvement mondial
- 2012: Irie Révoltés Live (DVD & CD)
- 2013: Allez
- 2015: Irie Révoltés

Singlar
- 2003: "On assassine en afrique"
- 2005: "Mouvement"
- 2006: "Soleil"
- 2008: "Viel zu tun"
- 2009: "Zeit ist Geld"
- 2010: "Merci"
- 2010: "Il est là"
- 2010: "Antifaschist"
- 2011: "Travailler"
- 2013: "Allez"
- 2013: "Continuer"
- 2014: "Résisdanse"
- 2015: "Jetzt ist Schluss/Ruhe vor dem Sturm"